# Jiřina Fuchsová
Jiřina Fuchsová (* 2. října 1943 v Plzni) je americká básnířka, překladatelka, novinářka, vydavatelka a vysokoškolská pedagožka českého původu.
Po střední škole pracovala v podniku Geologický průzkum ve Stříbře. Z Československa emigrovala během pracovní cesty do Řecka v roce 1963. Nakonec odešla i s manželem do Spojených států. V roce 1966 se usadila v Los Angeles. Roku 1970 vystudovala Slovanské jazyky a literatury na Kalifornské univerzitě v Los Angeles. Roku 1975 založila malé exilové nakladatelství Framar, kde vydala třináct knih. V roce 1981 založila Literární Fond Jana Zahradníčka. V roce 1992 začala přednášet český jazyk a literaturu na Loyola Marymount University v Los Angeles, kde získala titul profesor.  Od roku 2013 žije znovu trvale v Plzni. Již tři roky předtím zde, v Lindauerově ulici, založila Památník zahraničních Čechů, na bázi svého soukromého archivu.

## Dílo
- Alyeský deník, 1980
- Americký Baedeker, 1975
- Cestovní pas, 1996
- Chvály, 1943-1999
- Čtyřiatřicet hodin, 1992
- Druzy, 1979
- Jiří Karger: A Retrospective, 1988
- Měsíce, 1977
- Na stéblo trávy, 1978
- Nejasná zpráva o stavu republiky, 1997
- Píseň o řece, 1978
- Řeka jménem Acheron, 1977
- Slunnoznak, 1980
- Svatá Anežka česká, 1989
- Ymaka, 1978